# Suliszewo (gromada)
Suliszewo – dawna gromada, czyli najmniejsza jednostka podziału terytorialnego Polskiej Rzeczypospolitej Ludowej w latach 1954–1972.
Gromady, z gromadzkimi radami narodowymi (GRN) jako organami władzy najniższego stopnia na wsi, funkcjonowały od reformy reorganizującej administrację wiejską przeprowadzonej jesienią 1954 do momentu ich zniesienia z dniem 1 stycznia 1973, tym samym wypierając organizację gminną w latach 1954–1972.
Gromadę Suliszewo z siedzibą GRN w Suliszewie utworzono – jako jedną z 8759 gromad na obszarze Polski – w powiecie choszczeńskim w woj. szczecińskim na mocy uchwały nr V/42/54 WRN w Szczecinie z dnia 5 października 1954. W skład jednostki weszły obszary dotychczasowych gromad Kiełpino i Suliszewo ze zniesionej gminy Kołki oraz obszar dotychczasowej gromady Rzecko ze zniesionej gminy Pomień w tymże powiecie. Dla gromady ustalono 12 członków gromadzkiej rady narodowej.
1 stycznia 1962 do gromady Suliszewo włączono miejscowości Karpin, Karpinek, Gack, Brzeziny, Kołki i Krzowiec ze zniesionej gromady Kołki w tymże powiecie.
1 stycznia 1969 do gromady Suliszewo włączono miejscowości Chełpina, Pamięcin i Żeliszewo ze zniesionej Pomień w tymże powiecie.
Gromada przetrwała do końca 1972 roku, czyli do kolejnej reformy gminnej. 1 stycznia 1973 w powiecie choszczeńskim utworzono gminę Suliszewo (zniesioną w 1976 roku).